# Rendeng (Sale)
Rendeng is een bestuurslaag in het regentschap Rembang van de provincie Midden-Java, Indonesië. Rendeng telt 1318 inwoners (volkstelling 2010).